# Астра (футбольный клуб)
«А́стра» (рум. Asociația Fotbal Club Astra Giurgiu) — румынский футбольный клуб из города Джурджу, выступающий в Лиге I. Основан в 1921 году в Плоешти, жудец Прахова, как «Астра-румынский спортивный клуб». В сентябре 2012 года команда переехала из Плоешти в Джурджу. Домашние матчи проводит на стадионе «Марин Анастасович», вмещающем 8 500 зрителей. Владелец — Иоан Никулае.

## История

### Основание, первые годы и низшие дивизионы (1921–1996)
18 сентября 1921 года еженедельная газета «Эхо спорта» объявила о создании «Астра-румынского спортивного клуба», основанного «Астра-румынским обществом», нефтяной компанией, принадлежащей Анри Детердингу, базирующейся в Прахове и состоящей из английских, американских и голландских чиновников.
Первоначально клуб состоял из нескольких футбольных команд со всего округа. Летом 1934 года нефтеперерабатывающий завод организовал первый открытый турнир для всех команд «Астра», под названием «Кубок обществ Астра». Матчи были сыграны в городе Морени. В то время на заводе была только одна команда «Астра-румыно Кымпина», которая играла в районном чемпионате. Чтобы сделать кубок более привлекательным, общество создало три новые футбольные команды: «Астра-румыно Морени», «Астра-румыно Болдешти», и «Астра-румыно Униря Харса». После окончания кубка 1937 года, общество решило объединить все свои команды жудеца Прахова и таким образом, 29 мая 1937 года создало команду «Астра-румыно Плоешти». Команда участвовала в районном чемпионате. Всего через несколько месяцев после основания команды, общество изменило её название на «Колумбию» и она переехала на площадку, расположенную рядом со штаб-квартирой общества, в Кымпине. В мае 1945 года команда вернула название «Астра-румыно Плоешти» и сыграла свои домашние матчи на старом стадионе «Колумбия», который всё ещё существует сегодня в Плоешти и используется для проведения тренировок.
Летом 1992 года «Астра» впервые вышла в Дивизию C. В следующих сезонах она занимала 6-е, 12-е, 3-е и 14-е места в чемпионате.

### Восхождение под владением Никулае (1996–2013)
Летом 1996 года клуб объединился с командой «Данубиана Бухарест», изменил своё название на «Данубиана Плоешти» и впервые сыграл в Дивизии B. После одного сезона клуб снова изменил своё название на «Астра». С того года владельцем команды является Иоан Никулае. В 1998 году «Астра» впервые вышла в Дивизию A и играла на высшем уровне пять сезонов подряд до 2003 года, когда произошло объединение с клубом «Петролул Плоешти». После двухлетней паузы, в 2005 году Иоан Никулае вновь основал клуб непосредственно в Лиге II. Но после сезона последовал вылет в Лигу III. Летом 2007 года команда была переименована в ФК «Плоешти». В 2008 году команда вернулась в Лигу II. В 2009 году, спустя шесть лет, клуб снова вышел в Лигу I, и вернул своё традиционное название «Астра», чёрно-белые цвета и старое прозвище команды «Чёрные дьяволы».
В сентябре 2012 года «Астра» переехала в Джурджу, после 91 года проведённого в Плоешти. Последний матч на стадионе «Астра» в Плоешти состоялся 2 сентября 2012 года против бухарестского «Динамо» и завершился победой «Астры» 1:0. Первая игра, сыгранная на стадионе имени «Марина Анастасовича», состоялась 23 сентября 2012 года против «Газ Метана» и завершилась победой «Астры» 4:0.
Заняв по итогам сезона 2012/13 4-е место в Лиге I, «Астра» впервые в истории вышла в Лигу Европы УЕФА. В этом сезоне «Астра» впервые вышла в полуфинал кубка Румынии, но уступила «ЧФР Клуж» по сумме двух матчей 0:2.
Сезон 2013/14 стал самым успешным в истории клуба. «Астра» заняла 2-е место в Лиге I, отстав всего на пять очков от «Стяуа» и выиграла кубок Румынии, обыграв в финале «Стяуа» по пенальти 4:2. Месяц спустя они снова победили «Стяуа» по пенальти 5:3 и выиграли суперкубок Румынии.

### Первые европейские сезоны и эпоха Шумудикэ (2013–2017)
«Астра Джурджу» провела свой первый европейский матч в первом отборочном раунде Лиги Европы против «Домжале», выиграв 1:0 в гостях в первом матче. В ответном матче в Бухаресте «Астра» выиграла 2:0 и прошла дальше. Во втором квалификационном раунде «Астра» сыграла вничью 1:1 с «Омонией» в первом матче в Бухаресте и выиграла 2:1 в ответном матче в Никосии. В третьем квалификационном раунде «Астра» победила «Тренчин» 3:1 в гостях, и сыграла вничью 2:2 в ответном матче в Бухаресте и прошла дальше. В раунде плей-офф «Астра» потерпела своё первое европейское поражение проиграв 0:2 «Маккаби Хайфе» в первом матче в Хайфе, и после ничьи 1:1 в ответном матче в Бухаресте, закончила выступление в Лиге Европы 2013/14.
«Астра» квалифицировалась в третий отборочный раунд Лиги Европы 2014/15 после победы в кубке Румынии и встретилась со «Слованом Либерец», выиграв 3:0 в Джурджу и 3:2 в Либереце. Это был первый европейский матч, который состоялся в Джурджу. В раунде плей-офф «Астра» встретилась с «Лионом» и победила в Лионе 2:1, победные голы забили Кехинде Фатаи и Константин Будеску. В Джурджу «Лион» выиграл 1:0, но «Астра» прошла в групповой этап по правилу выездного гола. «Астра» попала в группу D вместе с «Ред Булл Зальцбургом», «Селтиком» и «Динамо Загреб». «Астра» начала свой путь на групповом этапе с поражения 1:5 от «Динамо» на стадионе «Максимир» в Загребе. 2 октября 2014 года «Астра» сыграла один из самых важных матчей, проведённых на стадионе «Марин Анастасович» в Джурджу против «Ред Булл Зальцбурга». «Астра» повела в счёте 1:0 после гола Такаюки Сэто, но в итоге проиграла 1:2. В 3-м туре «Астра» встретилась в Глазго с «Селтиком» и проиграла 1:2. В 4-м туре «Астра» сыграла вничью 1:1 с «Селтиком» в Джурджу, что принесло первое очко на групповом этапе. В 5-м туре «Астра» победила «Динамо Загреб» 1:0, и тем самым одержала свою первую победу на групповом этапе Лиги Европы. В последнем туре «Астра» потерпела разгромное поражение в Зальцбурге от «Ред Булла» 1:5. В итоге «Астра» заняла четвёртое место в группе с четырьмя очками, позади «Ред Булл Зальцбурга» (16 очков), «Селтика» (8) и «Динамо Загреб» (6).
28 апреля 2015 года Мариус Шумудикэ был назначен новым главным тренером команды после отставки Доринела Мунтяну. Это был третий приход Шумудикэ в «Астру», после двух коротких периодов в 2009 и 2011 годах. Его первая победа была одержана над принципиальным соперником «Петролулом» 2:1 в Плоешти. По итогам сезона 2014/15 «Астра» заняла 4-е место в Лиге I и обеспечила себе место во втором отборочном раунде Лиги Европы 2015/16.
Во втором отборочном раунде Лиги Европы «Астра» победила шотландский «Инвернесс» со счётом 1:0 по сумме двух матчей, благодаря голу Константина Будеску. Третий раунд оказался чрезвычайно сложным, так как «Астра» играла с английским «Вест Хэмом». Удивительная ничья 2:2 в Лондоне, за которой последовала победа 2:1 в Джурджу, позволила «Астре» принять участие в раунде плей-офф, где они встретились с голландским клубом «АЗ». Домашней победы 3:2 было недостаточно, чтобы выйти в групповой этап, так как «АЗ» выиграл ответный матч в Алкмаре 2:0, положив конец европейской кампании клуба.
В сезоне 2015/16 «Астре» удалось произвести впечатление, несмотря на плохое начало, которое включало серьёзное поражение 1:5 от серебряного призёра «Тыргу-Муреша». Однако в течение этого времени главный тренер команды Мариус Шумудикэ был признан виновным в ставках на матчи чемпионата, что вызвало его отстранение до конца сезона. По апелляции Шумудикэ удалось сократить срок отстранения до двух месяцев, санкции вступали в силу начиная с сезона 2016/17. 1 мая 2016 года после ничьей между «Стяуа» и «Пандурием», «Астра» впервые стала чемпионом Румынии.. Это был первый титул Шумудикэ, а также сделал Джурджу 13-м румынским городом, получившим национальный титул после Бухареста, Тимишоары, Плоешти, Арада, Крайовы, Клуж-Напоки, Питешти, Оради, Брашова, Решицы, Урзичени и Галаца. Также «Астра» выиграла Суперкубок Румынии 2016 года победив «ЧФР Клуж» 1:0.
«Астра» квалифицировалась в Лигу чемпионов УЕФА, но быстро её покинула, проиграв датскому «Копенгагену» 1:4 по сумме двух матчей. «Астра» попала в раунд плей-офф Лиги Европы 2016/17, где встретилась с «Вест Хэмом», с которым они уже встречались год назад. После домашней ничьей 1:1 и победы 1:0 в Лондоне, «Астра» достигла групповой стадии Лиги Европы, где они вошли в группу E вместе с «Ромой», «Викторией Пльзень» и «Аустрией Вена». Несмотря на 2 поражения после двух туров, далее «Астра» сумела победить «Викторию Пльзень» 2:1 и «Аустрию Вену» 2:1 в выездных матчах, в дополнение к ничьей 0:0 с «Ромой» и поражению «Аустрии» от «Виктории» в последнем туре, что обеспечило «Астре» выход в 1/16 финала Лиги Европы, где они встретились с «Генком». Ничья 2:2 в Джурджу с последующим поражением 0:1 в Бельгии завершили лучшую европейскую кампанию «Астры Джурджу» в истории.
В сезоне 2016/17 Лиги I «Астра» большую часть сезона провела во второй половине таблицы. Тем не менее, фантастическая серия из 8 побед подряд позволила клубу занять 3-е место в регулярном сезоне и выйти в плей-офф. Однако затем последовал провал, удалось набрать всего 5 очков в 10 играх плей-офф и в итоге клуб финишировал шестым. 27 мая 2017 года «Астра» проиграла в финале Кубка Румынии «Волунтари» 3:5 в серии пенальти. Однако из-за того, что «Волунтари» не успели подать заявку, чтобы получить европейскую лицензию на участие в Лиге Европы 2017/18, вакантное место было отдано «Астре».

### Новейшая история (с 2017 года)
Летом 2017 года главный тренер Мариус Шумудикэ покинул «Астру» после того, как истёк срок его контракта, и его заменил Эдуард Йордэнеску, а также почти полностью изменился состав команды.
2022 года клуб вышел из лиги и был расформирован

## История названий клуба
| Годы       | Название                        |
| 1921–1934  | Астра-румынский спортивный клуб |
| 1934–1937  | Астра-румыно Кымпина            |
| 1937–1938  | Астра-румыно Плоешти            |
| 1938–1945  | Колумбия Плоешти                |
| 1945–1959  | Астра-румыно Плоешти            |
| 1959–1990  | Рафинорул Плоешти               |
| 1990–1996  | Астра Плоешти                   |
| 1996–1998  | Данубиана Плоешти               |
| 1998–2003  | Астра Плоешти                   |
| 2005–2007  | КСМ Плоешти                     |
| 2007–2009  | ФК Плоешти                      |
| 2009–2012  | Астра Плоешти                   |
| 2012–н. в. | Астра Джурджу                   |

## Достижения
Чемпионат Румынии
- Чемпион (1): 2015/16
- Серебряный призёр (1): 2013/14
- Бронзовый призёр (1): 2019/20

Лига II
- Победитель (1): 1997/98
- Серебряный призёр (1): 2008/09

Лига III
- Победитель (1): 2007/08

Кубок Румынии
- Обладатель (1): 2013/14
- Финалист (3): 2016/17, 2018/19, 2020/21

Суперкубок Румынии
- Обладатель (2): 2014, 2016

## Текущий состав
| 1  | Румыния              | Вр  | Давид Лазар        | 1991 |  |  |  |  |
| 12 | Румыния              | Вр  | Михай Попа         | 2000 |  |  |  |  |
|    |                      |     |                    |      |  |  |  |  |
| 2  | Португалия           | Защ | Уго Соуза          | 1992 |  |  |  |  |
| 3  | Франция              | Защ | Абдель Ламанж      | 1990 |  |  |  |  |
| 4  | Босния и Герцеговина | Защ | Даниэл Граовац     | 1993 |  |  |  |  |
| 20 | Португалия           | Защ | Давид Бруно        | 1992 |  |  |  |  |
| 25 | Румыния              | Защ | Валерикэ Гэман     | 1989 |  |  |  |  |
| 27 | Хорватия             | Защ | Игорь Йованович    | 1989 |  |  |  |  |
| 28 | Черногория           | Защ | Момчило Распопович | 1994 |  |  |  |  |
|    |                      |     |                    |      |  |  |  |  |
| 7  | Хорватия             | ПЗ  | Дарио Чанаджия     | 1994 |  |  |  |  |
| 8  | Швейцария            | ПЗ  | Себастьен Вютрих   | 1990 |  |  |  |  |
| 11 | Румыния              | ПЗ  | Валентин Георге    | 1997 |  |  |  |  |
| 21 | Хорватия             | ПЗ  | Любан Крепуля      | 1993 |  |  |  |  |
| 22 | Румыния              | ПЗ  | Габриэль Сербан    | 2000 |  |  |  |  |

| 30 | Япония               | ПЗ  | Такаюки Сэто      | 1986 |  |  |  |  |
| 31 | Румыния              | ПЗ  | Александру Ионицэ | 1994 |  |  |  |  |
| 44 | Румыния              | ПЗ  | Мариус Пахонцу    | 1999 |  |  |  |  |
| 77 | Румыния              | ПЗ  | Альберт Шталь     | 1999 |  |  |  |  |
| 80 | Румыния              | ПЗ  | Георге Мерлой     | 1990 |  |  |  |  |
| 90 | Румыния              | ПЗ  | Михай Рэдуц       | 1990 |  |  |  |  |
| 91 | Франция              | ПЗ  | Янн Боэ-Кейн      | 1991 |  |  |  |  |
| 92 | Румыния              | ПЗ  | Роберт Риза       | 1999 |  |  |  |  |
| 96 | Румыния              | ПЗ  | Силвиу Балауре    | 1996 |  |  |  |  |
|    |                      |     |                   |      |  |  |  |  |
| 9  | Босния и Герцеговина | Нап | Сулейман Крпич    | 1991 |  |  |  |  |
| 14 | Румыния              | Нап | Рауль Байку       | 2000 |  |  |  |  |
| 19 | Нигерия              | Нап | Кехинде Фатаи     | 1990 |  |  |  |  |
| 43 | Италия               | Нап | Маттиа Монтини    | 1992 |  |  |  |  |

### Игроки в аренде
| \| № \| \| Поз. \| Имя \| Год рождения \| \| -- \| \| ---- \| ------------------------------------------------- \| ------------ \| \| 15 \| \| ПЗ \| Роберт Бобок (в Решице до 30 июня 2021) \| 1995 \| \| 27 \| \| ПЗ \| Ромарио Мойсе (в Петролуле до 30 июня 2021) \| 1995 \| \| 98 \| \| Нап \| Рауль Гавырлицэ (в Металоглобусе до 30 июня 2021) \| 1999 \| \| — \| \| Защ \| Раду Кришан (в Дунэре Кэлэраши до 30 июня 2021) \| 1996 \| \| — \| \| ПЗ \| Раду Кириак (в Металоглобусе до 30 июня 2021) \| 2000 \| \| — \| \| ПЗ \| Себастьян Кульда (в Залау до 30 июня 2021) \| 1996 \| |         |      |                                                   |              |
| № |         | Поз. | Имя                                               | Год рождения |
| 15 | Румыния | ПЗ   | Роберт Бобок (в Решице до 30 июня 2021)           | 1995         |
| 27 | Румыния | ПЗ   | Ромарио Мойсе (в Петролуле до 30 июня 2021)       | 1995         |
| 98 | Румыния | Нап  | Рауль Гавырлицэ (в Металоглобусе до 30 июня 2021) | 1999         |
| — | Румыния | Защ  | Раду Кришан (в Дунэре Кэлэраши до 30 июня 2021)   | 1996         |
| — | Румыния | ПЗ   | Раду Кириак (в Металоглобусе до 30 июня 2021)     | 2000         |
| — | Румыния | ПЗ   | Себастьян Кульда (в Залау до 30 июня 2021)        | 1996         |

## Статистика выступлений с сезона 1997/1998
| Сезон   | Ранг | Турнир               | Место | И  | В  | Н  | П  | ГЗ | ГП | Очки |
| ------- | ---- | -------------------- | ----- | -- | -- | -- | -- | -- | -- | ---- |
| 1997/98 | 2    | Лига II (Серия I)    | 1     | 34 | 28 | 4  | 2  | 80 | 20 | 88   |
| 1998/99 | 1    | Лига I               | 10    | 34 | 13 | 7  | 14 | 40 | 38 | 46   |
| 1999/00 | 1    | Лига I               | 10    | 34 | 13 | 8  | 13 | 43 | 41 | 47   |
| 2000/01 | 1    | Лига I               | 10    | 30 | 11 | 7  | 12 | 41 | 36 | 40   |
| 2001/02 | 1    | Лига I               | 12    | 30 | 9  | 10 | 11 | 29 | 28 | 37   |
| 2002/03 | 1    | Лига I               | 9     | 30 | 13 | 3  | 14 | 42 | 42 | 42   |
| 2005/06 | 2    | Лига II (Серия II)   | 10    | 30 | 12 | 4  | 14 | 45 | 50 | 40   |
| 2006/07 | 3    | Лига III (Серия III) | 5     | 32 | 15 | 7  | 10 | 48 | 40 | 52   |
| 2007/08 | 3    | Лига III (Серия III) | 1     | 34 | 31 | 2  | 1  | 83 | 18 | 95   |
| 2008/09 | 2    | Лига II (Серия I)    | 2     | 30 | 21 | 4  | 5  | 62 | 32 | 67   |
| 2009/10 | 1    | Лига I               | 14    | 34 | 8  | 12 | 14 | 33 | 45 | 36   |
| 2010/11 | 1    | Лига I               | 11    | 34 | 10 | 15 | 9  | 36 | 30 | 45   |
| 2011/12 | 1    | Лига I               | 12    | 34 | 11 | 8  | 15 | 36 | 43 | 41   |
| 2012/13 | 1    | Лига I               | 4     | 34 | 17 | 9  | 8  | 64 | 37 | 60   |
| 2013/14 | 1    | Лига I               | 2     | 34 | 22 | 6  | 6  | 70 | 28 | 72   |
| 2014/15 | 1    | Лига I               | 4     | 34 | 15 | 12 | 7  | 53 | 27 | 57   |
| 2015/16 | 1    | Лига I               | 1     | 26 | 14 | 9  | 3  | 42 | 29 | 51   |
| 2015/16 | 1    | Лига I               | 1     | 10 | 7  | 1  | 2  | 20 | 9  | 48   |
| 2016/17 | 1    | Лига I               | 6     | 26 | 13 | 5  | 8  | 32 | 28 | 44   |
| 2016/17 | 1    | Лига I               | 6     | 10 | 1  | 2  | 7  | 10 | 17 | 27   |
| 2017/18 | 1    | Лига I               | 5     | 26 | 12 | 8  | 6  | 38 | 27 | 44   |
| 2017/18 | 1    | Лига I               | 5     | 10 | 3  | 2  | 5  | 9  | 11 | 33   |
| 2018/19 | 1    | Лига I               | 5     | 26 | 11 | 9  | 6  | 36 | 23 | 42   |
| 2018/19 | 1    | Лига I               | 5     | 10 | 2  | 0  | 8  | 6  | 20 | 27   |
| 2019/20 | 1    | Лига I               | 3     | 26 | 13 | 6  | 7  | 38 | 29 | 42   |
| 2019/20 | 1    | Лига I               | 3     | 8  | 3  | 3  | 2  | 12 | 8  | 33   |

## Выступления в еврокубках
| Сезон   | Турнир              | Раунд                   | Соперник           | Дома | В гостях | Общий счёт |  |
| ------- | ------------------- | ----------------------- | ------------------ | ---- | -------- | ---------- |  |
| 2013/14 | Лига Европы УЕФА    | Первый отборочный раунд | Домжале            | 2:0  | 1:0      | 3:0        |  |
| 2013/14 | Лига Европы УЕФА    | Второй отборочный раунд | Омония Никосия     | 1:1  | 2:1      | 3:2        |  |
| 2013/14 | Лига Европы УЕФА    | Третий отборочный раунд | Тренчин            | 2:2  | 3:1      | 5:3        |  |
| 2013/14 | Лига Европы УЕФА    | Плей-офф раунд          | Маккаби Хайфа      | 1:1  | 0:2      | 1:3        |  |
| 2014/15 | Лига Европы УЕФА    | Третий отборочный раунд | Слован Либерец     | 3:0  | 3:2      | 6:2        |  |
| 2014/15 | Лига Европы УЕФА    | Плей-офф раунд          | Олимпик Лион       | 0:1  | 2:1      | 2:2 (г)    |  |
| 2014/15 | Лига Европы УЕФА    | Группа D                | Ред Булл Зальцбург | 1:2  | 1:5      | 4-e        |  |
| 2014/15 | Лига Европы УЕФА    | Группа D                | Динамо Загреб      | 1:0  | 1:5      | 4-e        |  |
| 2014/15 | Лига Европы УЕФА    | Группа D                | Селтик             | 1:1  | 1:2      | 4-e        |  |
| 2015/16 | Лига Европы УЕФА    | Второй отборочный раунд | Инвернесс          | 0:0  | 1:0      | 1:0        |  |
| 2015/16 | Лига Европы УЕФА    | Третий отборочный раунд | Вест Хэм           | 2:1  | 2:2      | 4:3        |  |
| 2015/16 | Лига Европы УЕФА    | Плей-офф раунд          | АЗ Алкмар          | 3:2  | 0:2      | 3:4        |  |
| 2016/17 | Лига чемпионов УЕФА | Третий отборочный раунд | Копенгаген         | 1:1  | 0:3      | 1:4        |  |
| 2016/17 | Лига Европы УЕФА    | Плей-офф раунд          | Вест Хэм           | 1:1  | 1:0      | 2:1        |  |
| 2016/17 | Лига Европы УЕФА    | Группа E                | Виктория Пльзень   | 1:1  | 2:1      | 2-е        |  |
| 2016/17 | Лига Европы УЕФА    | Группа E                | Рома               | 0:0  | 0:4      | 2-е        |  |
| 2016/17 | Лига Европы УЕФА    | Группа E                | Аустрия Вена       | 2:3  | 2:1      | 2-е        |  |
| 2016/17 | Лига Европы УЕФА    | 1/16 финала             | Генк               | 2:2  | 0:1      | 2:3        |  |
| 2017/18 | Лига Европы УЕФА    | Второй отборочный раунд | Зира               | 3:1  | 0:0      | 3:1        |  |
| 2017/18 | Лига Европы УЕФА    | Третий отборочный раунд | Александрия        | 0:0  | 0:1      | 0:1        |  |